# Церковь Исаакия Далматского (Степановское)
Храм-колокольня Исаакия Далматского (Исаакиевская церковь) — православный храм в селе Степановском Раменского городского округа Московской области. Относится к 2-му Бронницкому благочинию Коломенской епархии Русской православной церкви.
Церковь входит в храмовый комплекс, включающий также церковь Благовещения Пресвятой Богородицы.
С 2019 года ведутся работы по реставрации храма.

## История

Храмовый комплекс в 2016 году

Село Степановское — вотчина родственников царственной династии: здесь хозяином был Никита Романович Захарьин-Юрьев, которому была пожалована эта вотчина самим Иваном Грозным после военного похода на Казань в 1552 году. Здесь и был сооружён величественный ансамбль из двух церквей.
Исаакиевская церковь в Степановском — весьма редкое в русском зодчестве сооружение. Это — ярусно-ступенчатый, расположенный на мощном кубическом основании. Его начал строить в начале XVIII века М. П. Гагарин. Достраивать храм пришлось новому владельцу Степановского — Андрею Ивановичу Остерману. Построена и освящена была Исаакиевская церковь в 1732 году. Её здание в стиле барокко представляет собой четверик храма на подклете, увенчанный восьмериком звонницы, имевшей пять колоколов, с главкой. Две винтовые каменные лестницы вели от основания до верха храма; вход на них располагался на западном фасаде.
Пережив Октябрьскую революцию, весной 1922 года из обеих церквей храмового комплекса изъяли церковные ценности. В 1930-е годы в селе был создан колхоз, а после закрытия Исаакиевской церкви в 1938 году, в её здании находился склад зерна. После Великой Отечественной войны храмы были заброшены, постепенно разрушаясь.
В конце 1990-х годов была зарегистрирована местная православная община, церковь была передана верующим.
До революции в храме Исаакия находились священные бархатные ризы с вышитой надписью: «Сделана сия материя в Москве в 1713 года, в презент губернатору Сибири и князю Матвею Петровичу Гагарину». До настоящего времени не сохранились.